# Solange Peter
Pour les articles homonymes, voir Peter.
Solange Peter est une réalisatrice et productrice de télévision française née le 1er février 1930 à Lille et morte le 30 octobre 2019 à Pont-Audemer.
Entre les années 1950 et jusqu'aux années 1990, elle réalise différents types de programmes en direct ainsi que des productions et films tournés pour la RTF Télévision, la Première chaîne de l'ORTF puis TF1 et collabore avec des personnalités notoires du petit écran comme Frédéric Rossif, Marc Ferro, Claude Darget et Raymond Marcillac. Elle intervient pour des retransmissions et émissions sportives, des programmes destinés à la jeunesse, des documentaires animaliers et consacrés au cinéma, des fictions, des divertissements, des reportages d'actualité et des journaux télévisés marquant l'histoire de la télévision française. Elle signe notamment l'émission La Vie des animaux, la série documentaire Voyage sans passeport (1957-1962), les émissions sur le patrimoine cinématographique Histoires sans paroles (1964-1986) et l'émission Au cinéma ce soir puis réalise Sports Dimanche (1963-1974) et Téléfoot.
Solange Peter fait partie des rares femmes pionnières productrices et réalisatrices de la télévision française,.

## Carrière
Au tout début des années 1950, la télévision nationale française ne comprend qu'une seule chaîne diffusée en noir et blanc haute définition, à la norme 819 lignes. Solange Peter produit et réalise la première émission animalière de la télévision française La Vie des animaux à partir du 1er août 1952, créée par Frédéric Rossif et présentée par le journaliste Claude Darget, diffusée le samedi soir sur RTF Télévision.
À partir du 9 février 1955 et jusqu'au 21 juin 1969, elle réalise la série documentaire Voyage sans passeport proposée par Irène Chagneau et signe ainsi plusieurs centaines de reportages couvrant le monde entier.
À la même période, elle réalise régulièrement l'émission ou assure certaines retransmissions en direct de l'émission hebdomadaire Sports Dimanche créée par le directeur du service des sports de la RTF, Raymond Marcillac diffusée chaque dimanche soir entre le 18 novembre 1956 et le 5 janvier 1975 où apparaissent notamment Georges de Caunes, Robert Chapatte, Léon Zitrone, Roger Couderc, Pierre Cangioni et Joseph Pasteur.
En 1961, faisant partie de l’équipe de réalisation du journal d'Actualités télévisées, Solange Peter et Colette Thiriet officient pour l’édition régionale Journal de Paris. À partir de 1963 et jusqu'en 1993, la réalisatrice pilote des éditions du journal télévisé de la première chaîne.
Pour la première chaîne nationale publique, Solange Peter réalise plusieurs retransmissions en direct dont l'étape du Tour de France cycliste en 1965, les championnats de France de natation en 1968, 1970 et 1971, le patinage de 1969 à 1982 et des résumés des jeux olympiques (Munich 1972, Montréal 1976).
En septembre 1964, son travail de réalisatrice pour la série documentaire La Grande Guerre, 1914-1918, consacrée à la première guerre mondiale est salué dans le quotidien Le Monde. Le 5 décembre 1969 en deuxième partie de soirée, la première chaîne diffuse le documentaire d'une durée de deux heures À la recherche de Jean Grémillon qu'elle réalise, faisant témoigner les célèbres amis du cinéaste parmi lesquels Michel Bouquet, Pierre Brasseur, René Clair, Henri Langlois, Fernand Ledoux, Micheline Presle, Madeleine Robinson, Charles Spaak et Charles Vanel.
À partir du 4 juillet 1969 et jusqu'en 1974, elle signe la réalisation de l'émission Au cinéma ce soir sur la première chaîne de l'ORTF en noir et blanc mais à partir de 1973, l'émission est partiellement produite en couleur.
Solange Peter fait partie des réalisateurs de l'émission consacrée au football, Téléfoot, de 1977 à 1984. Le 13 septembre 1976 est diffusé un documentaire hommage dédié à l'acteur Raimu sur TF1, réalisé par Solange Peter.